# Falcó pelegrí
El falcó pelegrí  (Falco peregrinus) és una espècie d'ocell rapinyaire de la família dels falcònids (Falconidae) Es troba estès pràcticament per tot el món, des de la tundra àrtica fins al sud d'Amèrica del Sud. El seu estat de conservació es considera de risc mínim.
És un dels falcons més grossos, com ara un corb gros: 39-50 centímetres de llargària i uns 95-115 cm d'envergadura. El mascle pesa uns 570-710 grams. Com ocorre en altres espècies de falcons i milans, les femelles són més grosses que els mascles i pesen entre 910-1300 grams. El nom en català, i també el científic, fa referència que algunes poblacions són migratòries, si bé les poblacions meridionals solen ser sedentàries, com és el cas del #falcó pelegrí mediterrani. Cria en sortints rocosos, costats de roca o penya-segats, en tots els continents excepte l'Antàrtida. No fan niu, sinó que aprofiten cavitats o lleixes en parets rocoses o aprofiten nius d'altes espècies. Al març-abril ponen de dos a quatre ous que coven durant 28-33 dies. Els polls volen cap als 45 dies de vida. Poden viure fins a 15 anys.
Al llarg de la història i fins a l'actualitat ha estat fet servir per l'home per a caçar amb l'art de la falconeria.
El seu reclam principal i crit d'alarma és un "quec-quec-quec-quec" agut i ascendent. Durant la parada nupcial emet un "ii-txip" i la súplica des del niu és un "cai-llec" quequejant.
Les seves preses solen ser aus, de grandària variable entre petits passeriformes fins a coloms i fins i tot ànecs. Les captura llançant-se en picat i copejant-les amb les urpes a les ales, arribant a una gran velocitat. De fet, el falcó pelegrí és la criatura més veloç sobre el planeta, ja que arriba als 360 quilòmetres per hora quan caça volant en picat. Caça sempre preses en vol, car si aquestes es trobessin posades, el falcó segurament s'estavellaria contra el terra.

## Rapinyaire urbà
El falcó pelegrí és un ocell rapinyaire que s'adapta a la vida urbana. A la ciutat de Barcelona hi ha múltiples referències històriques de la presència de falcons pelegrins: a les torres de Santa Maria del Pi, a les de Santa Maria del Mar, o més recentment a les de la basílica de la Sagrada Família. L'ús generalitzat d'insecticides organoclorats (especialment del DDT) i el fenomen de bioacumulació van arribar a fer-lo desaparèixer de Barcelona el 1973, per la fragilitat dels ous. Però la prohibició del DDT d'ençà el 1977 va crear les condicions per a la seva reintroducció, i l'any 1999 l'Ajuntament de Barcelona va iniciar un gran projecte de reintroducció, que ha aconseguit que el 2010 hi fessin niu 4 parelles i entre 15 i 20 exemplars desaparellats. La parella més famosa nia en una de les torres de la Sagrada Família, si bé la majoria de la població viu al penya-segat de Montjuïc. A la primavera del 2010 un falcó pelegrí s'instal·là espontàniament a les torres del Seminari Conciliar de Barcelona.
La primavera de 2019 hom detectà una caixa-niu (Hotel Hespèria) que havia estat ocupada per una parella i llurs polls.
El falcó pelegrí s'utilitza a alguns aeroports (per exemple al de Mont-real al Quebec, o al JFK de Nova York) per espantar ocells que podrien causar accidents en estavellar-se amb els avions. L'aeroport de Barcelona-El Prat compta amb un estol de 80 falcons. El naturalista Félix Rodríguez de la Fuente és considerat el precursor de l'ús dels falcons als aeroports: a finals dels anys 1960, arran d'un accident d'aviació provocat per un sisó a la base madrilenya de Torrejón de Ardoz, va promoure l'ús d'aquests rapinyaires per espantar sisons, coloms, teuladins, fredelugues, torlits dels aeroports.

## Varietats
Hi ha diferents varietats de falcó pelegrí:
 
- F. peregrinus var. brookei, la varietat present a l'Europa mediterrània, de la península Ibèrica al caucas. Varietat no migratòria. La distingeix de les altres varietats una tonalitat de ferro rovellat al dessota. Els mascles pesen uns 445 g i les femelles fins a 920 g. Aquesta varietat també és coneguda com a Falcó Pelegrí Mediterrani i com a Falcó Maltès. Quan l'emperador Carles V va donar l'illa de Malta als cavallers de l'Orde de Sant Joan de Jerusalem (Hospitalers), els va demanar un falcó maltès com a tribut anual simbòlic.
- Falco peregrinus var. peregrinus, que habita l'Europa central i del nord.
- F. peregrinus var. anatum, que es pot trobar a les muntanyes Rocoses.
- F. peregrinus var. calidus, engendra a l'Àrtida a la tundra d'Euràsia, és una au migratòria que viatja fins al sud del Sàhara.
- F. peregrinus var. ernesti, que es pot trobar a Nova Zelanda.
- F. peregrinus var. macropus, una au d'Austràlia.
- F. peregrinus var. madens, engendra a les Illes del Cap Verd.
- F. peregrinus var. pealei, del Nord-est del Pacífic, a Nord-amèrica.
- F. peregrinus var. peregrinator, del Sud d'Àsia.
- F. peregrinus var. tundrius, de la tundra àrtica de Nord-amèrica.